# Hanno (søn af Hannibal)
Hanno (Punisik: 𐤇‬𐤍‬𐤀‬ Ḥɴ), eller Hanno, søn af Hannibal, var i henhold til Diodorus Siculus en karthaginsk general under den Første Puinske Krig (264 til 241 f.Kr.).
Bemærk, at denne artikel ikke er relateret til sønnen af Hannibal Barkas, hvis søn sandsynligvis også hed Hanno (punisik: 𐤇𐤍𐤀, Hna), og som vi har meget få detaljer om, men hører til tiden for de Anden Puniske Krige.

## Historiografi
Diodorus Siculus, som levede i det 1. århundrede f.Kr., nævner Hanno i sin beretning om den Første Puniske Krig og omtaler ham som "Hanno, Hannibals søn", for at skelne ham fra andre karthaginske mænd med samme navn.

## Slaget ved Agrigentum
Før slaget var Hannibal Gisco i byen Agrigentum, som var belejret af romerne, og Hanno blev sendt for at yde nødhjælp. Hanno koncentrerede sine tropper ved Heraclea Minoa og erobrede den romerske forsyningsbase ved Herbesos. Han fortalte sit numidiske kavaleri, at de skulle angribe det romerske kavaleri og derefter foregive at trække sig tilbage. Romerne forfulgte numidianerne, og blev ført ind i den vigtigste karthaginske kolonne, hvor de led store tab. I henhold til Polybius varede belejringen flere måneder, før romerne besejrede karthagerne og tvang Hanno til at trække sig tilbage.